# Arquidiócesis de Blantire
La arquidiócesis de Blantire (en latín: Archidioecesis Blantyren(sis) y en inglés: Roman Catholic Archdiocese of Blantyre) es una circunscripción eclesiástica latina de la Iglesia católica en Malaui, sede metropolitana de la provincia eclesiástica de Blantire. La arquidiócesis tiene al arzobispo Thomas Luke Msusa, S.M.M. como su ordinario desde el 3 de junio de 2014. 

## Territorio y organización
La arquidiócesis tiene 9166 km² y extiende su jurisdicción sobre los fieles católicos de rito latino residentes en 7 distritos de la región del Sur: Mwanza, Neno, Blantyre, Chiradzulu, Thyolo, Mulanje y Phalombe.
La sede de la arquidiócesis se encuentra en la ciudad de Blantire, en donde se halla la Catedral de Nuestra Señora de la Sabiduría.
En 2018 en la arquidiócesis existían 41 parroquias.
La arquidiócesis tiene como sufragáneas a las diócesis de: Chikwawa, Mangochi y Zomba.

## Historia
La prefectura apostólica de Shire fue erigida el 3 de diciembre de 1903 obteniendo el territorio del vicariato apostólico de Nyassa (hoy arquidiócesis de Lilongüe).
El 14 de abril de 1908 la prefectura apostólica fue elevada a vicariato apostólico con el breve In persona Principis Apostolorum del papa Pío X.
El 15 de mayo de 1952 cedió una parte de su territorio para la erección del vicariato apostólico de Zomba (hoy diócesis de Zomba) mediante la bula Qui divini del papa Pío XII, y al mismo tiempo, en virtud del decreto Cum in Nyassaland de la Congregación de Propaganda Fide, cambió su nombre por el del vicariato apostólico de Blantire.
El 25 de abril de 1959 el vicariato apostólico fue elevado al rango de arquidiócesis metropolitana con la bula Cum christiana fides del papa Juan XXIII.
El 22 de marzo de 1965 cedió otra porción de territorio para la erección de la diócesis de Chikwawa mediante la bula Ad Christi regnum del papa Pablo VI.
En mayo de 1989 la arquidiócesis recibió la visita pastoral del papa Juan Pablo II.

## Estadísticas
De acuerdo al Anuario Pontificio 2019 la arquidiócesis tenía a fines de 2018 un total de 1 721 490 fieles bautizados.
| Año                                                                             | Población            | Población | Población      | Sacerdotes | Sacerdotes    | Sacerdotes    | Bautizados por sacerdote | Diáconos permanentes | Religiosos | Religiosos | Parroquias |
| Año                                                                             | Bautizados católicos | Total     | % de católicos | Total      | Clero secular | Clero regular | Bautizados por sacerdote | Diáconos permanentes | Varones    | Mujeres    | Parroquias |
| ------------------------------------------------------------------------------- | -------------------- | --------- | -------------- | ---------- | ------------- | ------------- | ------------------------ | -------------------- | ---------- | ---------- | ---------- |
| 1950                                                                            | 208 783              | 1 120 000 | 18.6           | 89         | 20            | 69            | 2345                     |                      | 6          | 102        | 19         |
| 1970                                                                            | 300 807              | 965 960   | 31.1           | 72         | 25            | 47            | 4177                     |                      | 83         | 151        | 33         |
| 1980                                                                            | 414 000              | 1 418 000 | 29.2           | 74         | 32            | 42            | 5594                     |                      | 75         | 178        | 40         |
| 1990                                                                            | 562 512              | 2 356 000 | 23.9           | 125        | 47            | 78            | 4500                     |                      | 111        | 171        | 44         |
| 1999                                                                            | 744 965              | 3 900 000 | 19.1           | 87         | 68            | 19            | 8562                     |                      | 64         | 169        | 46         |
| 2000                                                                            | 741 268              | 4 002 000 | 18.5           | 86         | 67            | 19            | 8619                     |                      | 66         | 172        | 45         |
| 2001                                                                            | 752 391              | 4 000     | 18.8           | 84         | 67            | 17            | 8957                     |                      | 62         | 142        | 46         |
| 2002                                                                            | 762 139              | 4 000     | 19.1           | 149        | 64            | 85            | 5115                     |                      | 122        | 150        | 48         |
| 2003                                                                            | 791 622              | 4 072 000 | 19.4           | 83         | 66            | 17            | 9537                     |                      | 37         | 156        | 46         |
| 2004                                                                            | 972 488              | 4 145 000 | 23.5           | 80         | 62            | 18            | 12 156                   |                      | 67         | 339        | 38         |
| 2006                                                                            | 1 008 160            | 4 370 000 | 23.1           | 76         | 57            | 19            | 13 265                   |                      | 82         | 211        | 37         |
| 2012                                                                            | 1 539 209            | 5 166 000 | 29.8           | 93         | 78            | 15            | 16 550                   |                      | 43         | 341        | 37         |
| 2015                                                                            | 1 529 603            | 3 205 000 | 47.7           | 89         | 70            | 19            | 17 186                   |                      | 50         | 345        | 40         |
| 2018                                                                            | 1 721 490            | 3 554 435 | 48.4           | 91         | 73            | 18            | 18 917                   |                      | 47         | 409        | 41         |
| Fuente: Catholic-Hierarchy, que a su vez toma los datos del Anuario Pontificio. |                      |           |                |            |               |               |                          |                      |            |            |            |

## Episcopologio
- Auguste Prézeau, S.M.M. † (3 de diciembre de 1903-2 de diciembre de 1909 falleció)
- Louis-Joseph-Marie Auneau, S.M.M. † (9 de mayo de 1910-25 de diciembre de 1949 renunció)
- Johannes Baptist Hubert Theunissen, S.M.M. † (25 de diciembre de 1949-14 de octubre de 1967 nombrado administrador apostólico de Islandia[7])
- James Chiona † (29 de noviembre de 1967-23 de enero de 2001 retirado)
- Tarcisius Gervazio Ziyaye † (23 de enero de 2001-3 de julio de 2013 nombrado arzobispo de Lilongüe)
- Thomas Luke Msusa, S.M.M., desde el 21 de noviembre de 2013